# تاي تينانت
تاي بيتر تينانت (بالإنجليزية Ty Peter Tennant؛ مواليد 27 مارس 2002) ممثل إنجليزي. اشتهر بأدواره مثل توم جريشام في مسلسل الخيال العلمي حرب العوالم (2019 إلى الوقت الحاضر) إيغون الثاني تارجارين الشاب في مسلسل إتش بي أو الخيالي آل التنين (2022).

## وصلات خارجية
- تاي تينانت على موقع IMDb (الإنجليزية)
- تاي تينانت على موقع ألو سيني (الفرنسية)
- تاي تينانت على موقع قاعدة بيانات الفيلم (الإنجليزية)